# Боенде
Боенде (фр. Boende) — місто (територія) і адміністративний центр провінції Чуапа, Демократична Республіка Конго.
У 2010 році населення міста за оцінками становило 33 765 осіб. Боенде — порт на річці Чуапа, з якого здійснюється поромне сполучення з Кіншасою. У місті є аеропорт.
Територія розділена на 4 райони:
- Болува (Boluwa)
- Джера (Djera)
- Лофой (Lofoy)
- Віні (Wini)

## Клімат
Місто знаходиться у зоні, котра характеризується вологим тропічним кліматом. Найтепліший місяць — лютий із середньою температурою 25.6 °C (78.1 °F). Найхолодніший місяць — липень, із середньою температурою 24.3 °С (75.7 °F).
| Клімат Боенде           | Клімат Боенде | Клімат Боенде | Клімат Боенде | Клімат Боенде | Клімат Боенде | Клімат Боенде | Клімат Боенде | Клімат Боенде | Клімат Боенде | Клімат Боенде | Клімат Боенде | Клімат Боенде | Клімат Боенде |
| Показник                | Січ.          | Лют.          | Бер.          | Квіт.         | Трав.         | Черв.         | Лип.          | Серп.         | Вер.          | Жовт.         | Лист.         | Груд.         | Рік           |
| Середня температура, °C | 25,1          | 25,6          | 25,6          | 25,6          | 25,6          | 25            | 24,3          | 24,4          | 24,7          | 24,7          | 24,9          | 24,9          | 25            |
| Норма опадів, мм        | 124.2         | 132.7         | 177.8         | 165           | 173.6         | 143.5         | 142.7         | 198.4         | 205.1         | 236.4         | 211.4         | 142.8         | 2053.6        |
| Днів з опадами          | 7,1           | 8,5           | 12,2          | 13,6          | 13,4          | 7,4           | 7,2           | 10            | 13,7          | 16,1          | 14            | 9,8           | 133           |
| Вологість повітря, %    | 80.2          | 77.3          | 78            | 78.9          | 80            | 82.4          | 84.7          | 82.8          | 80.6          | 81.5          | 80.9          | 81.3          | 80.7          |
| ----------------------- | ------------- | ------------- | ------------- | ------------- | ------------- | ------------- | ------------- | ------------- | ------------- | ------------- | ------------- | ------------- | ------------- |
| Джерело: Weatherbase    |               |               |               |               |               |               |               |               |               |               |               |               |               |